# Онтэрио (Орегон)
Онтэрио (англ.  Ontario) — город в округе Малур в штате Орегон США.

## Описание
Находится в восточном Орегоне. Он расположен на слиянии рек Снейк и Малур, в 60 милях (97 км) к западу от Бойсе, штат Айдахо, на исторической Орегонской тропе. Будучи воротами в орегонский животноводческий регион, он вырос после строительства железной дороги Union Pacific Railroad в 1884 году и был назван в честь провинции Онтарио, Канада. В городе есть пищевая промышленность, основанная на выращивании картофеля, сахарной свёклы, люцерны, лука и кукурузы (маиса), выращиваемых в регионе, который орошается реками Овайхи и Малур.

## Население
| 2000   | 2010    | 2020    |
| ------ | ------- | ------- |
| 10 985 | ↗11 366 | ↗11 645 |